# 京都の芸者弁護士
『京都の芸者弁護士』（きょうとのげいしゃべんごし）は、1997年から2001年までテレビ朝日系「土曜ワイド劇場」で放送されたテレビドラマシリーズ。全5回。主演は涼風真世。
和久峻三の原作をもとに朝日放送と松竹の製作。
第1作と第2作のタイトルは『京都の芸者弁護士事件簿』。

## キャスト

### 藤波清香法律事務所 → 藤波・伊東法律事務所
藤波清香
演 - 涼風真世
昼は弁護士、夜は先斗町の有名売れっ子芸者という二つの顔を持つ。
清水節子（第1作・第2作） → 伊藤節子（第3作・第4作） → 伊東節子（第5作）
演 - 宝城清子（第1作）、安田ひろみ（第2作 - 第5作）【旧・安田博美】
弁護士。清香と共同で弁護士事務所を構える。

### 清香の関係者
冬木多喜男
演 - 火野正平
清香の同棲中の恋人。フリーカメラマン。
藤波公平
演 - 平井亮裕（第1作 - 第4作）、平井優也（第5作）
清香の息子。
小倉良平
演 - 名高達男（友情出演）
清香の元夫。京都地方検察庁の検察官。

### 置屋ふじなみ
藤波江里子
演 - 山本陽子（第1作）、松原智恵子（第2作）、三島ゆり子（第3作 - 第5作）
清香の母。置屋の女将。
田中菊乃
演 - 沢村亜津佐（第2作 - 第4作）、古柴香織（第5作）
芸妓。第5作で中尾誠一と結婚するが、何者かに殺害される。
豆富
演 - 織田なつめ（第1作）、水野麗奈（第2作 - 第4作）
芸妓。吉村朋江の娘。第4作で静養のため故郷の白浜に帰省するが、何者かに殺害される。

### その他
布施
演 - 神山繁（友情出演）
裁判長。
北村仙吉（万吉）
演 - 谷村昌彦（第1作 - 第3作）、芦屋小雁（第4作）
ストリップ劇場のモギリ。多喜男の知り合い。名前は、第1作のクレジットは「モギリ」、第2作と第3作は「仙吉」、第4作は「万吉」になっている。
桑山
演 - 朝日完記（第3作 - 第5作）
京都府警の警部。
木島
演 - 蟷螂襲（第3作 - 第5作）
京都府警の刑事。桑山の部下。

### ゲスト
★（被告人）
◆（被害者）
第1作「覗かれた新妻の秘密 美人ストリップ嬢連続殺人!」（1997年）
- 豆菊 - 北川佳世子
- 山名浩太郎（双美の夫） - 山崎りょう
- 山名双美（コンビニのアルバイト・元ストリッパー） - 平沙織 ◆
- リリー（双美の元同僚ストリッパー） - 夏目玲
- 片瀬まゆみ（双美の踊り子時代の親友） - 金子珠美
- 里村孝吉（刑事） - 朝日完記
- 刑事 - 高橋宗良
- 石丸寛也（ボスの子分） - 丹古母鬼馬二
- ボス - Mr.マリック
- 柿沼次郎（赤碕産業 秘書） - 谷口高史
- 山名千代（浩太郎の母・江里子の古くからの知り合い） - 水野久美 ★
- コンビニ店長 - 松尾勝人
- コンビニの客 - マキ
- OL - 亀井洋子、権平華子、藤沢奈美
- 子分 - 東田達夫、池田勝志
- 赤碕光也（赤碕産業 専務） - 六平直政

第2作「恥じらうビーナス連続殺人! みちのく蔵王に隠された紅花の秘密」（1998年）
- 伊都山悟（多喜男の後輩カメラマン） - 前田耕陽 ★
- 染子（芸妓） - 黒沢あすか ◆
- アンナ（ストリッパー・3年前行方不明） - 黒沢あすか（二役）
- 井坂孝次（大都警察署 刑事） - 朝日完記
- 勝次（暴力団員） - 田畑猛雄
- 野島よし（旅館女将） - 松田智恵子
- アナウンサー - 山下ゆき
- 家政婦 - 藤田淑子
- 舞妓 - 玉岡亜子
- 吉城大介（彫刻家） - 井上思
- 飯山太造（貸しビル業経営者） - 芦屋小雁
- 神辺昭三（彫刻家・吉城大介のマネージャー） - 原田大二郎
- 大都警察署 署員 - 松尾勝人
- 西山信江（染子の母） - あき竹城
- 有島直人（美術商） - 清水綋治

第3作「三方五湖・悪魔の逆転殺人! なめたらあきまへんで!」（1999年）
- 山岡加奈江（エフ・エヌ化学研究所 秘書） - 三田篤子 ★
- 中島尚子（中島の妻） - 西崎緑
- 藤沢幸次郎（エフ・エヌ化学研究所 所長・加奈江の婚約者） - 頭師孝雄
- 中島慎吾（エフ・エヌ化学研究所 副所長） - 南條豊 ◆
- 浅田圭子（エフ・エヌ化学研究所 総務課・尚子の親戚） - 海野けい子
- 役員 - 尾崎麿基
- 京都の医師 - 加地凌馬
- 常神の医師 - 亀井賢二
- 市村の手下 - 西村正樹
- バイ爺 - 真木勝宏
- 研究所所員 - 菅野ゆき子、山子晃子、藤田淑子
- 女子事務員 - 大林菜穂子
- ニュースアナウンサー - 勇家寛子、桜庭ゆうき、池田勝志
- リカ（北村の愛人） - 五十嵐ゆうか
- 遠田守（遠田商事 社長） - 阿木五郎
- 市村健 - 田渕岩夫
- 清水雅一（エフ・エヌ化学研究所 部長） - 佐川満男
- 津村優介（経営コンサルタント） - 京本政樹

第4作「嫉妬の炎に鬼が舞う! 貴船・白浜連続殺人! 浮気を暴く踊りの譜」（2000年）
- 吉村朋江（豆富の母） - 滝由女路
- 坂根恒男（風俗店の呼び込み） - 渋谷天外
- 谷口純一郎（世界文化研究センター 所長） - 石田太郎 ★
- 谷口佐智子（谷口の妻） - 藤吉久美子
- 内山（豆富の恋人） - 吉井基師
- チンピラ - 加藤哲郎
- サリー（ホステス） - 浅田あつこ
- 松宮香織（谷口の秘書） - 平沙織 ◆
- 木本英樹（政治家） - 鴈龍太郎
- 大西久美子（スナック経営者） - あいはら友子
- 津島邦夫（山城大学 教授） - 平泉成

第5作「清香危うし! 芸者の入廷を禁ず 扇連続殺人仰天アカペラ法廷!」（2001年）
- 黒木又三郎（フリーター） - 渋谷天外
- 白鳥千草（女優） - 仁藤優子 ◆
- 笹部光恵（千草のマネージャー） - 松本麻希
- 広瀬恭子（女優） - 東風平千香 ★
- 菊乃の夫 - 柚原旬
- サングラスの男 - 神威吉次
- 雑貨店主 - シェリー
- 菊乃の母 - 中塚和代
- 鳴門警察署 刑事 - 山内勉
- 証人のホステス - 田中江利奈
- 大畑（弁護士） - 伊吹吾郎
- 扇子屋店主 - 大竹修造
- 綱紀委員会 - 楠年明
- 田嶋（弁護士） - 田嶋陽子
- 宮根（助監督） - 宮根誠司（朝日放送）
- 名越文博（サンライズエレクトロニクス 社長） - 山本學

## スタッフ
- 原作 - 和久峻三
- 脚本 - 保利吉紀（第1作 - 第3作）、土屋保文（第4作・第5作）
- 音楽 - 羽田健太郎
- 監督 - 岡屋龍一（第1作）、松本明（第2作 - 第5作）
- ナレーター - 乾浩明（朝日放送）
- プロデューサー - 辰野悦央（朝日放送）、東浦陸夫（朝日放送）、斉藤立太（松竹）、武田功（松竹）
- 制作協力 - 松竹京都映画、A-Proオフィス（第2作 - 第5作）
- 制作 - 朝日放送、松竹

## 放送日程
| 話数 | 放送日         | サブタイトル                                               | 脚本     | 監督     |
| ---- | -------------- | ---------------------------------------------------------- | -------- | -------- |
| 1    | 1997年10月11日 | 覗かれた新妻の秘密 美人ストリップ嬢連続殺人!               | 保利吉紀 | 岡屋龍一 |
| 2    | 1998年07月25日 | 恥じらうビーナス連続殺人! みちのく蔵王に隠された紅花の秘密 | 保利吉紀 | 松本明   |
| 3    | 1999年09月18日 | 三方五湖・悪魔の逆転殺人! なめたらあきまへんで!            | 保利吉紀 | 松本明   |
| 4    | 2000年09月16日 | 嫉妬の炎に鬼が舞う! 貴船・白浜連続殺人! 浮気を暴く踊りの譜 | 土屋保文 | 松本明   |
| 5    | 2001年08月18日 | 清香危うし! 芸者の入廷を禁ず 扇連続殺人仰天アカペラ法廷!   | 土屋保文 | 松本明   |